# Animalize
Animalize je dvanácté studiové album americké rockové skupiny Kiss. Album produkoval Paul Stanley sám,neboť Gene Simmons tou dobou dokončoval natáčení filmu Runaway.Na albu se představuje coby kytarista Mark St. John který nahradil Vinniho Vincenta. Bohužel mu byl v roce 1984 diagnostikován Reiterův syndrom a proto v listopadu téhož roku skupinu opouští. Během dvou let se jedná o třetího kytaristu. Skupina se nachází uprostřed turné a tak na rychle povolává na pozici kytaristy Bruce Kulicka.

## Seznam skladeb
| Pořadí         | Název                          | Autor                       | Hlavní zpěvák  | Délka |
| -------------- | ------------------------------ | --------------------------- | -------------- | ----- |
| 1.             | I've Had Enough (Into the Fire | Stanley / Child             | Paul Stanley   | 3:50  |
| 2.             | Heaven's on Fire               | Stanley / Child             | Stanley        | 3:18  |
| 3.             | Burn Bitch Burn                | Gene Simmons                | Simmons        | 4:38  |
| 4.             | Get All You Can Take           | Stanley / Weissman          | Stanley        | 3:42  |
| 5.             | Lonely Is the Hunter           | Simmons                     | Simmons        | 4:27  |
| 6.             | Under the Gun                  | Stanley / Eric Carr / Child | Stanley        | 3:59  |
| 7.             | Thrills in the Night           | Stanley / Beauvoir          | Stanley        | 4:18  |
| 8.             | While the City Sleeps          | Simmons / Weissman          | Simmons        | 3:39  |
| 9.             | Murder in High-Heels           | Simmons / Weissman          | Simmons        | 3:51  |
| Celková délka: | Celková délka:                 | Celková délka:              | Celková délka: | 35:42 |

## Obsazení
- Paul Stanley - rytmická kytara, zpěv
- Gene Simmons - basová kytara, zpěv
- Mark St. John - sólová kytara, zpěv
- Eric Carr - bicí, zpěv

## Umístění
Album
| Hitparáda(1984) | Umístění |
| --------------- | -------- |
| Austrálie       | 40       |
| Rakousko        | 14       |
| Kanada          | 41       |
| Finsko          | 4        |
| Německo         | 25       |
| USA             | 19       |
| Nizozemsko      | 17       |
| Norsko          | 4        |
| Švédsko         | 8        |
| Švýcarsko       | 9        |
| UK              | 11       |